# Georg Löck

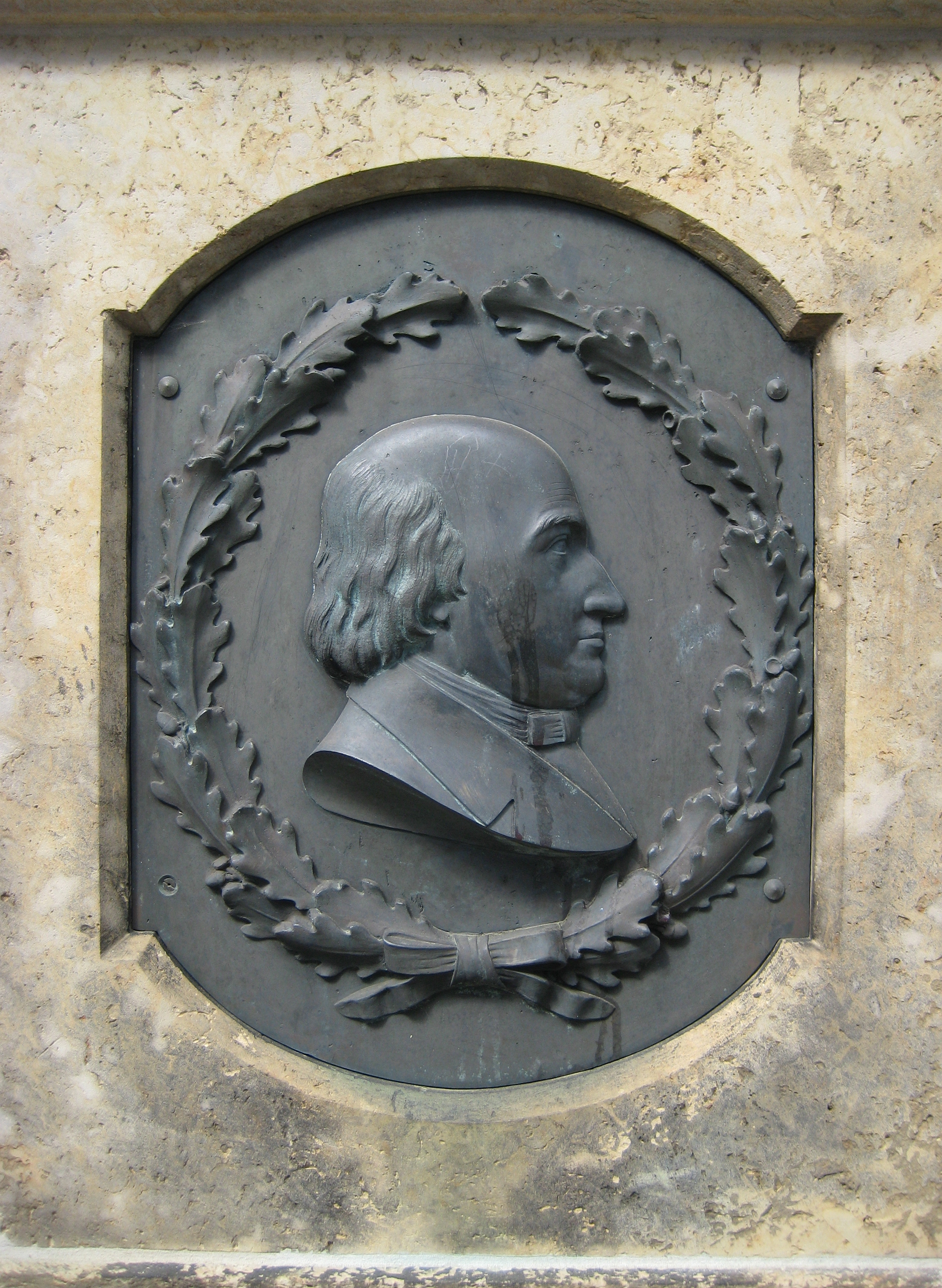
Georg Löck

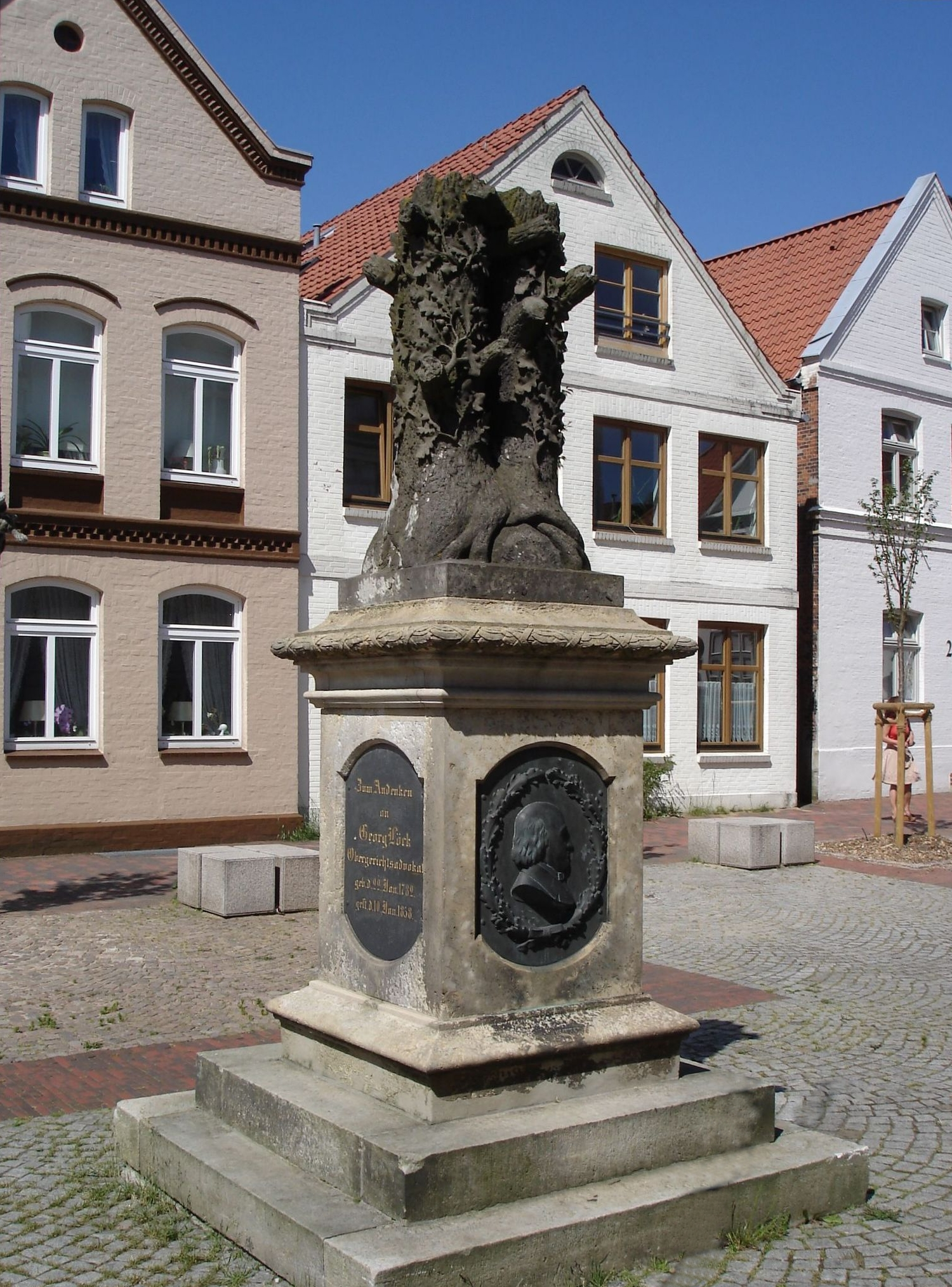
Denkmal in Form einer Doppeleiche für Georg Löck auf dem Marktplatz in Itzehoe. Inschrift: Für’s Vaterland in schwerer Zeit, Mit Mut und Hand zum Kampf bereit, Ging er voran, Ein Mann.

Georg Löck (* 22. Januar 1782 in Altona; † 10. Januar 1858 in Itzehoe) war ein deutscher Rechtsanwalt und Politiker. Er war ein Wortführer der Holsteinischen Ständeversammlung.
Bei der Wahl zur ersten Session der Holsteinischen Ständeversammlung vertrat der Ober- und Landgerichtsadvokat Georg Löck aus Itzehoe den 5. Wahlbezirk im Stand der städtischen Einwohnern.

## Ehrungen
- Für ihn wurde ein Denkmal in Form einer Doppeleiche vor dem Ständesaal auf dem Marktplatz in Itzehoe aufgestellt.
- In Itzehoe gibt es eine Georg-Löck-Straße.
- Die Volkshochschule Itzehoe e.V. ist im Georg-Löck-Haus untergebracht.

## Werk
- Bericht über die Verhandlungen der vereinigten Ständeversammlung der Herzogthümer Schleswig-Holstein, zusammen mit Georg Karl Müller, Wendell Verlag, 1848[3]